# Virginia Brown Faire
Virginia Brown Faire (ou Browne Faire), de son vrai nom Virginia Labuna, est une actrice américaine née le 26 juin 1904 à Brooklyn, État de New York (États-Unis) et morte le 30 juin 1980 à Laguna Beach (États-Unis).

## Filmographie
- 1920 : Runnin' Straight
- 1920 : Masked
- 1920 : The Scarlet Rider
- 1920 : Under Northern Lights : Suzanne Foucharde
- 1920 : A Son of the North
- 1920 : The Girl and the Law
- 1920 : Big Stakes
- 1920 : When the Devil Laughed
- 1920 : The Forest Runners
- 1920 : The Timber Wolf
- 1921 : L'Inexorable (Without Benefit of Clergy) : Ameera
- 1921 : The Death Trap de Robert N. Bradbury
- 1921 : Doubling for Romeo
- 1921 : Fightin' Mad : Peggy Hughes
- 1922 : Monte Cristo : Haidee, an Arabian Princess
- 1922 : Omar the Tentmaker : Shireen
- 1923 : Stormswept : Ann Reynolds
- 1923 : Vengeance of the Deep (en) de Barry Barringer : Ethel Musgrove
- 1923 : The Cricket on the Hearth : Dot Marley
- 1923 : Shadows of the North : Beatrice Neilson
- 1923 : Thundergate : Ellen Ainsmith / Jen Jue
- 1924 : The Lightning Rider : Patricia Alvarez
- 1924 : Romance Ranch de Howard M. Mitchell : Carmen Hendley
- 1924 : Welcome Stranger : Essie Solomon
- 1924 : Air Hawk (en) de Bruce M. Mitchell : Edith
- 1924 : Peter Pan : la Fée Clochette
- 1925 : Le Monde perdu (The Lost World) : Marquette (half-caste girl)
- 1925 : Friendly Enemies
- 1925 : Recompense : Angelica
- 1925 : The Thoroughbred : Gwen Vandermere
- 1925 : Les Siens (His People) d'Edward Sloman : Ruth Stein
- 1925 : Jack le centaure (en) d'Herbert Blaché : Marie La Farge
- 1926 : Invalide par amour (Chip of the Flying U) de Lynn Reynolds : Dr Della Whitmore
- 1926 : Broadway Billy : Phyliss Brookes
- 1926 : The Wolf Hunters
- 1926 : Frenzied Flames : Alice Meagen
- 1926 : La Tentatrice (The Temptress) : Celinda
- 1926 : Fils de l'orage (Wings of the Storm) de John G. Blystone : Anita Baker
- 1926 : Desert Valley : Mildred Dean
- 1926 : The Mile-a-Minute Man : Paul Greydon
- 1927 : L'Enfer noir (White Flannels) : Anne
- 1927 : Pleasure Before Business : Ruth Weinberg
- 1927 : Tracked by the Police de Ray Enright : Marcella Bradley
- 1927 : The Devil's Masterpiece
- 1927 : Racing Romance
- 1927 : Hazardous Valley
- 1927 : Gun Gospel : Mary Carrol
- 1928 : A Race for Life : Virginia Calhoun
- 1928 : Queen of the Chorus : 'Queenie' Dale
- 1928 : The Chorus Kid : Beatrice Brown
- 1928 : The Canyon of Adventure : Dolores Castanares
- 1928 : Danger Patrol : Céleste Gambier
- 1928 : Undressed : Diana Stanley
- 1928 : The House of Shame de Burton L. King : Druid Baremore
- 1929 : Untamed Justice : Louise Hill
- 1929 : Burning the Wind : Maria Valdez
- 1929 : The Devil's Chaplain : Princess Therese
- 1929 : L'Affaire Donovan (The Donovan Affair) de Frank Capra : Mary Mills
- 1929 : The Body Punch : Natalie Sutherland
- 1929 : Handcuffed : Gloria Randall
- 1930 : Murder on the Roof : Monica
- 1930 : The Lonesome Trail (en) de Bruce M. Mitchell : Martha Rankin
- 1930 : Trails of Danger : Mary Martin
- 1930 : Breed of the West : Betty Sterner
- 1931 : Hell's Valley : Rosita Flores
- 1931 : Sign of the Wolf : Ruth Farnum
- 1931 : Justiciers du Texas (Alias the Bad Man) de Phil Rosen : Mary Warner
- 1931 : Secret Menace
- 1931 : The Last Ride : Doris White
- 1932 : The Lone Trail : Ruth Farnum
- 1932 : Tex Takes a Holiday : Dolores
- 1934 : À l'ouest des montagnes (West of the Divide) : Fay Winters
- 1934 : Rainbow Riders : Jerry Hickson
- 1935 : Tracy Rides : Molly Hampton